# ラヴコンシェル
ラヴコンシェルは、NOTTVオリジナルの連続ドラマである。

## 解説
NOTTVは日本初スマートフォン向け放送局としてNTTドコモが2012年4月に開設、さまざまな番組やコンテンツがある。「ラヴコンシェル」はNOTTV1チャンネルでNOTTVオリジナル連続ドラマとして2012年11月19日から放送された。視聴者の投票で決まるマルチエンディングドラマというのが特徴である。
2013年10月から再放送された。

## 概要
10週（10作品）で構成されており、1週（1作品）ごとに監督、脚本家、出演者が異なる。『心の何処かで「つながり」を求める人々が参加するコミュニティサービス「ラヴコンシェル」からの電話で始まる物語』という設定は10作品すべて同じである。
物語の最後に2人が「出会う」のか「出会わない」のか２パターンの結末が設定されている。
- 放送：月～金曜／23:00～23:15 （1週全5話完結）、総集編／日曜 23:00～深夜0:00
- 毎週木曜に投票が行われ、その結果によって金曜のエンディングが決定する。
- 日曜の総集編は金曜に放送されなかったエンディングが放送される。

## 作品

### 第1週 「アイカタ」
- 2012年11月19日 - 11月23日、総集編 11月25日
- 出演：谷村美月 、谷田部俊（我が家）
- 監督・脚本：マギー

### 第2週 「明日の彼女、あさっての彼」
- 11月26日 - 11月30日、総集編 12月2日
- 出演：瀬戸康史 、柊瑠美
- 監督：月川翔
- 脚本：大歳倫弘（ヨーロッパ企画）

### 第3週 「待つ男と待つ女」[1]。
- 12月3日 - 12月7日、総集編 12月9日
- 出演：大東駿介 、安藤聖
- 監督・脚本：松居大悟

### 第4週 「ストーカー」
- 12月10日 - 12月14日、総集編 12月16日
- 出演：山崎樹範 、佐藤めぐみ
- 監督・脚本：秦建日子

### 第5週 「カエルだって、アメンボだって」
- 12月17日 - 12月21日、総集編 12月23日
- 出演：遠藤久美子 、柾木玲弥
- 監督・脚本：鈴木太一

### 第6週 「ラブゾンビ」
- 12月24日 - 12月28日、総集編12月30日
- 出演：荒川良々 、黒川芽以
- 監督・脚本：細川徹

### 第7週 「運命の人」
- 2013年1月7日 - 1月11日、総集編 1月13日
- 出演：黒川智花 、山田悠介
- 監督：石井かほり
- 脚本：北川亜矢子

### 第8週 「トランクの女」
- 1月14日 - 1月18日、総集編1月20日
- 出演：片桐仁 、河井青葉
- 監督・脚本：及川拓郎

### 第9週 「ヘヴンズコール」[2]。
- 1月21日 - 1月25日、総集編 1月27日
- 出演：柳下大 、小林涼子
- 監督：宝来忠昭
- 脚本：北川亜矢子

### 第10週 「中は？」[3]。
- 1月28日 - 2月1日、総集編 2月3日
- 出演：江口のりこ 、ムロツヨシ
- 監督・脚本：ムロツヨシ

## 主題歌
- スバル「Get The Gold」